# Campionato europeo di pallanuoto 2012 (femminile)
La XIV edizione del campionato europeo di pallanuoto femminile si è svolta dal 18 al 28 gennaio 2012 ad Eindhoven, nei Paesi Bassi. La sede dell'evento è stata scelta dalla LEN nel settembre 2009.
Per la prima volta il torneo si è svolto in inverno a causa del fitto calendario internazionale che prevede in primavera la World League e le qualificazioni olimpiche, per le quali si sono qualificate le cinque migliori squadre del campionato.
La nazionale italiana, a nove anni di distanza dall'ultima affermazione, ha conquistato il suo quinto titolo europeo, superando in semifinale le campionesse uscenti della Russia e in finale le campionesse mondiali in carica della Grecia.

## Formula
Il torneo adotta la stessa formula delle edizioni più recenti. Partecipano otto squadre divise inizialmente in due gruppi da quattro squadre ciascuno; al termine della fase preliminare le prime classificate accederanno in semifinale, mentre le seconde si incroceranno con le terze nei quarti di finale.

## Squadre partecipanti
Delle otto nazionali partecipanti, quattro sono state ammesse di diritto:
- Paesi Bassi, paese ospitante e 3ª classificata all'Europeo 2010,
- Russia, campione d'Europa in carica,
- Grecia, 2ª classificata all'Europeo 2010
- Italia, 4ª classificata all'Europeo 2010.

Gli altri quattro posti sono stati stabiliti attraverso le qualificazioni:

- Ungheria, 1ª classificata nel Gruppo A,
- Spagna, 1ª classificata nel Gruppo B,
- Germania, 2ª classificata nel Gruppo A,
- Gran Bretagna, 2ª classificata nel Gruppo B.

## Fase preliminare

### Gironi
Il sorteggio dei gironi preliminari è stato effettuato l'11 novembre 2011 alle 20:45 presso la sede municipale di Eindhoven da Pieter van den Hoogenband, Daniëlle de Bruijn, l'ex coach della nazionale femminile olandese Robin Van Galen e l'allenatore di calcio Louis Van Gaal.
| Gruppo A      | Gruppo B |
| ------------- | -------- |
| Gran Bretagna | Germania |
| Paesi Bassi   | Grecia   |
| Russia        | Italia   |
| Ungheria      | Spagna   |

### Gruppo A
|    | Squadra       | Pti | G | V | N | P | GF | GS | DR  |
| -- | ------------- | --- | - | - | - | - | -- | -- | --- |
| 1. | Russia        | 9   | 3 | 3 | 0 | 0 | 38 | 29 | +9  |
| 2. | Ungheria      | 6   | 3 | 2 | 0 | 1 | 37 | 29 | +8  |
| 3. | Paesi Bassi   | 3   | 3 | 1 | 0 | 2 | 30 | 26 | +4  |
| 4. | Gran Bretagna | 0   | 3 | 0 | 0 | 3 | 25 | 46 | -21 |

| Data     | Ora   | Gara          | Gara  | Gara          |
| -------- | ----- | ------------- | ----- | ------------- |
| 18-01-12 | 16:30 | Gran Bretagna | 9-19  | Ungheria      |
| 18-01-12 | 19:00 | Paesi Bassi   | 10-11 | Russia        |
| 20-01-12 | 16:00 | Russia        | 15-10 | Gran Bretagna |
| 20-01-12 | 19:00 | Ungheria      | 9-8   | Paesi Bassi   |
| 22-01-12 | 16:00 | Paesi Bassi   | 12-6  | Gran Bretagna |
| 22-01-12 | 17:30 | Ungheria      | 9-12  | Russia        |

### Gruppo B
|    | Squadra  | Pti | G | V | N | P | GF | GS | DR  |
| -- | -------- | --- | - | - | - | - | -- | -- | --- |
| 1. | Grecia   | 9   | 3 | 3 | 0 | 0 | 30 | 21 | +9  |
| 2. | Italia   | 6   | 3 | 2 | 0 | 1 | 42 | 33 | +9  |
| 3. | Spagna   | 3   | 3 | 1 | 0 | 2 | 39 | 35 | +4  |
| 4. | Germania | 0   | 3 | 0 | 0 | 3 | 30 | 52 | -22 |

| Data     | Ora   | Gara     | Gara  | Gara     |
| -------- | ----- | -------- | ----- | -------- |
| 18-01-12 | 17:30 | Spagna   | 22-12 | Germania |
| 18-01-12 | 20:30 | Grecia   | 10-9  | Italia   |
| 20-01-12 | 17:30 | Germania | 6-12  | Grecia   |
| 20-01-12 | 20:30 | Italia   | 15-11 | Spagna   |
| 22-01-12 | 19:00 | Germania | 12-18 | Italia   |
| 22-01-12 | 20:30 | Grecia   | 8-6   | Spagna   |

## Fase finale

### Tabellone
|  | Quarti di finale      | Quarti di finale |                           |                           | Semifinali         | Semifinali |  |  | Finale             | Finale |
|  |                       |                  |                           |                           |                    |            |  |  |                    |        |
|  |                       |                  |                           |                           |                    |            |  |  |                    |        |
|  |                       |                  |                           |                           |                    |            |  |  |                    |        |
|  | A1: Russia            |                  |                           |                           |                    |            |  |  |                    |        |
|  | 26-01-12 - h 20:00    |                  |                           |                           |                    |            |  |  |                    |        |
|  | ammessa in semifinale |                  |                           |                           |                    |            |  |  |                    |        |
|  | Russia                | 12               |                           |                           |                    |            |  |  |                    |        |
|  | Russia                | 12               | 24-01-12 - h 20:30        |                           |                    |            |  |  |                    |        |
|  |                       | Italia           | 13                        |                           |                    |            |  |  |                    |        |
|  | B2: Italia            | Italia           | 13                        | 17                        |                    |            |  |  |                    |        |
|  | B2: Italia            |                  | 28-01-12 - h 16:00        | 17                        |                    |            |  |  |                    |        |
|  | A3: Paesi Bassi       | 15               |                           |                           |                    |            |  |  |                    |        |
|  | A3: Paesi Bassi       | 15               | Italia                    | 13                        |                    |            |  |  |                    |        |
|  |                       |                  | Italia                    | 13                        |                    |            |  |  |                    |        |
|  |                       | Grecia           | 10                        |                           |                    |            |  |  |                    |        |
|  | B1: Grecia            | Grecia           | 10                        |                           |                    |            |  |  |                    |        |
|  | 26-01-12 - h 18:00    |                  |                           |                           |                    |            |  |  |                    |        |
|  | ammessa in semifinale |                  |                           |                           |                    |            |  |  |                    |        |
|  | Grecia                | 14               | Finale per il terzo posto | Finale per il terzo posto |                    |            |  |  |                    |        |
|  | Grecia                | 14               | Finale per il terzo posto | Finale per il terzo posto | 24-01-12 - h 19:00 |            |  |  |                    |        |
|  |                       | Ungheria         | 12                        |                           |                    |            |  |  |                    |        |
|  | A2: Ungheria          | Ungheria         | 12                        | 11                        | Russia             | 8          |  |  |                    |        |
|  | A2: Ungheria          |                  |                           | 11                        | Russia             | 8          |  |  |                    |        |
|  | B3: Spagna            | 9                |                           | Ungheria                  | 9                  |            |  |  |                    |        |
|  | B3: Spagna            | 9                |                           |                           | 9                  |            |  |  |                    |        |
|  |                       |                  |                           |                           |                    |            |  |  | 28-01-12 - h 14:15 |        |
|  |                       |                  |                           |                           |                    |            |  |  |                    |        |

### Quarti di finale
| Arbitri: | Spiegel (GER) Koryzna (POL) |

|          |           |                 |
| 3: Szűcs | Marcatori | 3: Pareja, Peña |

| Arbitri: | Brguljan (MNE) Golijanin (SRB) |

|             |           |                      |
| 5: Di Mario | Marcatori | 3: Vermeer, Klaassen |

### Semifinali
| Arbitri: | Peris (CRO) Levin (ISR) |

|             |           |                 |
| 5: Roumpesi | Marcatori | 3: Szűcs, Bujka |

| Arbitri: | Koryzna (POL) Teixido (ESP) |

|             |           |             |
| 4: Beliaeva | Marcatori | 5: Di Mario |

### Finali
- 7º posto

| Arbitri: | Dulith (NED) Stajkovič (MKD) |

|          |           |                        |
| 4: Snell | Marcatori | 3: Blomenkamp, Zöllner |

- 5º posto

| Arbitri: | Detko (GBR) Grandin (FRA) |

|                |           |                  |
| 3: Hakhverdian | Marcatori | 4: Pareja, Lopez |

- Finale per il Bronzo

| Arbitri: | Bianchi (ITA) Mauss (GER) |

|               |           |             |
| 5: Keszthelyi | Marcatori | 3: Lisunova |

- Finale per l'Oro

| Arbitri: | Brguljan (MNE) Golijanin (SRB) |

|                     |           |                      |
| 4: Abbate, Bianconi | Marcatori | 3: Asimaki, Roumpesi |

## Classifica finale
| Pos. | Squadra       |
| ---- | ------------- |
|      | Italia        |
|      | Grecia        |
|      | Ungheria      |
| 4    | Russia        |
| 5    | Spagna        |
| 6    | Paesi Bassi   |
| 7    | Gran Bretagna |
| 8    | Germania      |

### Podio
| Oro | Argento | Bronzo |
| Italia Elena Gigli Simona Abbate Elisa Casanova Rosaria Aiello Elisa Queirolo Allegra Lapi Tania Di Mario Roberta Bianconi Giulia Emmolo Giulia Rambaldi Aleksandra Cotti Teresa Frassinetti Giulia Gorlero All.: Fabio Conti | Grecia Eleni Kouvdou Christina Tsoukala Antiopī Melidōnī Ilektra Psouni Kyriakī Liosī Alkisti Avramidou Alexandra Asimaki Antigoni Roumpesi Angeliki Gerolymou Triantafyllia Manolioudaki Stavroula Antonakou Georgia Lara Chrysoula Diamantopoulou All.: Gerogios Morfesi | Ungheria Flóra Bolonyai Dóra Csabai Dóra Antal Hanna Kisteleki Gabriella Szűcs Orsolya Takács Rita Drávucz Rita Keszthelyi Ildikó Tóth Barbara Bujka Anna Illés Kata Menczinger Edina Gangl All.: András Merész |

## Classifica marcatrici
|  | Gol | Marcatrice         | Nazionale   |
|  | --- | ------------------ | ----------- |
|  | 19  | Rita Keszthelyi    | Ungheria    |
|  | 18  | Iefke van Belkum   | Paesi Bassi |
|  | 16  | Roberta Bianconi   | Italia      |
|  | 16  | Tania Di Mario     | Italia      |
|  | 15  | Jennifer Pareja    | Spagna      |
|  | 12  | Simona Abbate      | Italia      |
|  | 12  | Nadezhda Fedotova  | Russia      |
|  | 12  | Antigoni Roumpesi  | Grecia      |
|  | 11  | Barbara Bujka      | Ungheria    |
|  | 11  | Giulia Emmolo      | Italia      |
|  | 11  | Ekaterina Lisunova | Russia      |
|  | 10  | Frederike Cabout   | Paesi Bassi |
|  | 9   | Alexandra Asimaki  | Grecia      |
|  | 9   | Rita Drávucz       | Ungheria    |
|  | 9   | Angeliki Gerolymou | Grecia      |
|  | 9   | Gabriella Szűcs    | Ungheria    |
|  |     |                    |             |

|  | Gol | Marcatrice          | Nazionale     |
|  | --- | ------------------- | ------------- |
|  | 9   | Roser Tarragó       | Spagna        |
|  | 8   | Claudia Blomenkamp  | Germania      |
|  | 8   | Maica García        | Spagna        |
|  | 7   | Dóra Antal          | Ungheria      |
|  | 7   | Stavroula Antonakou | Grecia        |
|  | 7   | Olga Beliaeva       | Russia        |
|  | 7   | Ciara Gibson-Byrne  | Gran Bretagna |
|  | 7   | Francesca Snell     | Gran Bretagna |
|  | 7   | Christina Tsoukala  | Germania      |
|  | 7   | Mandy Zöllner       | Germania      |
|  | 6   | 9 giocatrici        | -             |
|  | 5   | 8 giocatrici        | -             |
|  | 4   | 8 giocatrici        | -             |
|  | 3   | 11 giocatrici       | -             |
|  | 2   | 4 giocatrici        | -             |
|  | 1   | 12 giocatrici       | -             |
|  |     |                     |               |

### Riconoscimenti
Miglior giocatrice: Tania Di Mario,  Italia